# Giralda
|  | Per a altres significats, vegeu «Giralda (A-76)». |

La Giralda és una torre que forma part de la catedral de Sevilla, una de les més grans del món i veritable joia del gòtic i barroc.

## Estructura
La torre, antic minaret de la mesquita almohade de Sevilla, està constituïda per diversos cossos diferenciats, encara que perfectament units, mostrant un exemple perfecte de la riquesa del gresol de cultures existent en la ciutat. El cos musulmà és el més antic, va ser construït el 1184 per ordre d'Abu Yaqub Yusuf. Es va construir, tal com es pot apreciar en la base, aprofitant les restes d'alguns edificis i cadirats romans. Es va basar en el minaret de la mesquita Kutubia (70 metres) de Marràqueix (El Marroc), i considerada obra mestra de l'art 
També és considerada germana de la gran torre Hasan (60 metres) de Rabat. Com a curiositat, cal destacar el fet que la Giralda no té escales, sinó 35 rampes prou amples per a permetre que el soldà hi pugés muntat a cavall per veure la bella estampa que s'albira. Arran d'un terratrèmol ocorregut el 1365, es va perdre l'antiga esfera original de coure que coronava la torre, que va ser substituïda per un senzill minaret. Posteriorment, en el segle xvi, es va afegir el cos de campanes. Aquest cos, a càrrec de l'arquitecte cordovès Hernán Ruiz, va ser encarregat amb una rematada en forma d'estàtua que representa la fe.
Originàriament, aquest era el nom que tenia la figura de la fe de més de 4 m d'alçària (7 amb el pedestal) que corona el minaret de la catedral de Sevilla i va ser instal·lat el 1568. El nom de Giralda prové dels girs que es produïen en la figura amb els canvis de vent, car fa de penell. Amb el pas del temps, aquest nom va passar a denominar el mateix minaret, i es coneix la figura com el Giraldillo.

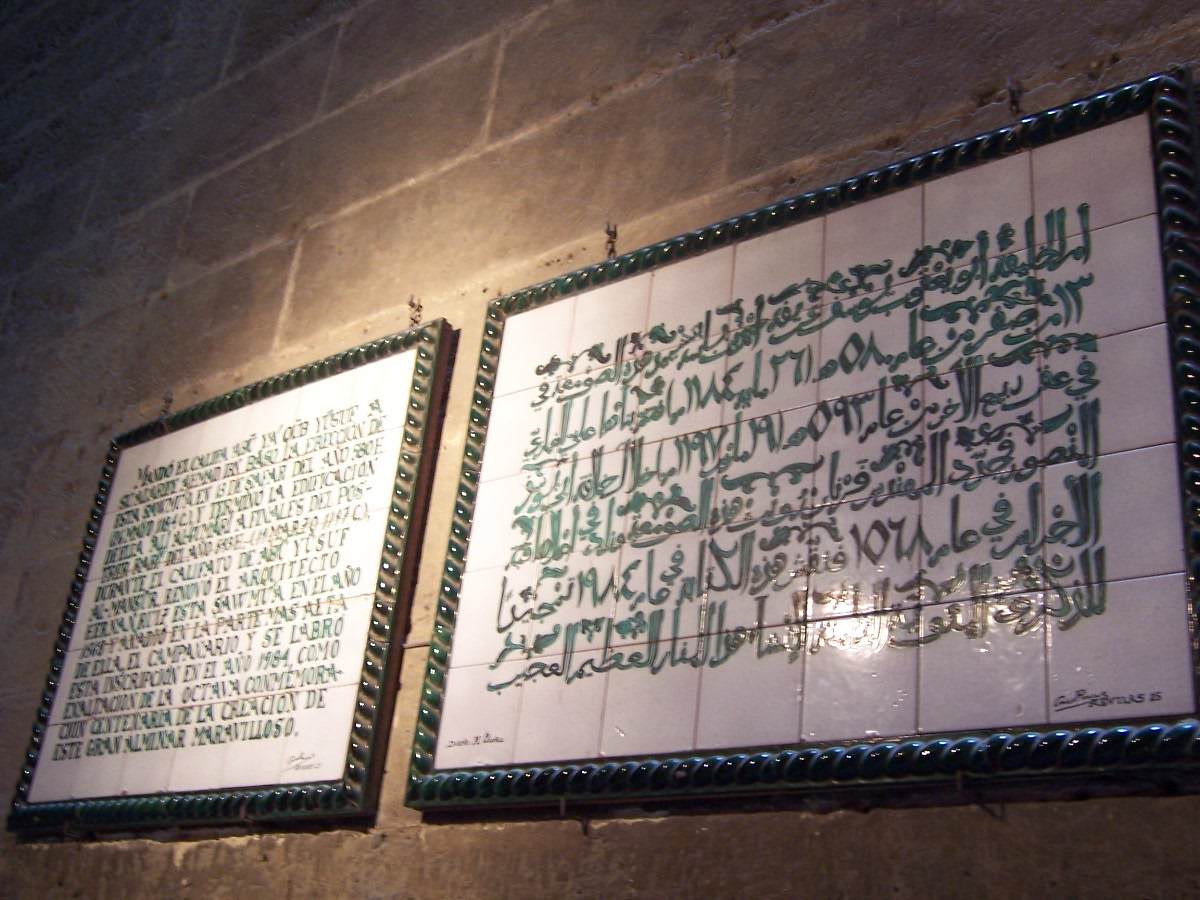
Entrada a la Giralda

El següent cos que té damunt del de campanes és el cos de les azucenas, que conté quatre gerros d'assutzenes de bronze, una en cada cantó, obres magistrals del conegut i recentment mort orfebre Fernando Marmolejo Camargo, que fins i tot va tenir l'honor de col·locar-les, per la qual cosa se'l coneix afectuosament com "el prioste de la Giralda". I damunt d'aquest existeix un altre cos més d'arquitectura renaixentista, format pel cos de caramboles, cos d'estrelles, cúpula i cupulí, i sobre aquest l'estàtua de la fe. El 29 de desembre de 1928, va ser declarada Patrimoni Nacional i, el 1987, va integrar la llista del Patrimoni de la Humanitat.

## Curiositats
- Va existir també una rèplica als Estats Units, en el Madison Square Garden de Nova York, que va ser destruïda. I una altra més a Kansas City, ciutat agermanada amb Sevilla.[1]
- En la base de la Giralda hi ha diversos epígrafs en llatí, procedents d'edificis de la Hispalis romana. Sembla que es van reutilitzar com a material de construcció pedres del teatre, el fòrum, etc., que havien quedat en desús o abandonats després de la conquesta musulmana.
- La paraula giralda és sinònim de penell, especialment quan té una figura humana o d'animal.
- Actualment existeix una rèplica a Kansas City.
- Una altra rèplica de la Giralda està situada a l'Arboç (Tarragona).
- Igualment existeix una rèplica del monument a Badajoz de petites dimensions, així com en la localitat sevillana de Carmona.
- Alguns investigadors i historiadors diuen que la torre es va construir per a commemorar la victòria almohade en la batalla de Alarcos